# 博尔多格克新村
博尔多格克新村（匈牙利語：Boldogkőújfalu）是匈牙利包尔绍德-奥包乌伊-曾普伦州所辖的一个村。总面积11.02平方公里，总人口540，人口密度49.0人/平方公里（2011年1月1日）。